# حسن يوسف (سياسي)
حسن يوسف داود دار خليل المعروف بـ الشيخ حسن يوسف (ولد في رام الله، 1955) قائد سياسي فلسطيني، والناطق الرسمي باسم حركة المقاومة الإسلامية (حماس) في الضفة الغربية، والنائب في المجلس التشريعي الفلسطيني، عضو في لجنة القوي الوطنية والإسلامية في محافظة رام الله والبيرة.اعتقل في تاريخ 25/9/2005م، حيث فاز في الانتخابات التشريعية الفلسطينية عام 2006م في مدينة رام الله والبيرة وحصل علي أعلي الأصوات وهو رهن الاعتقال.

## نشاته
ولد الشيخ حسن يوسف في قرية الجانية غربي رام الله في الرابع عشر من نيسان (14/4/1955)، ودرس الابتدائية في الجانية، وأكمل الإعدادية والثانوية في بلدة كفر نعمة القريبة منها.
ووالده هو الشيخ يوسف داوود، كان إماما ومؤذنا وخطيباً لمسجد القرية، تعلّق حسن بحبّ المساجد منذ نعومة أظفاره فكان دائم الالتصاق بوالده، يسدّ الفراغ أثناء غياب والده عن المسجد من آذان وخدمة، وهذا كله ألقى بظلاله على فكره وقلبه وسلوكه فغرس في روحه وعقله حب القرآن والإسلام.
وهو في عمر 15 عاما كان مسؤولاً عن مسجد رام الله التحتا، ثم التحق في كلية الدعوة وأصول الدين بجامعة القدس ليدرس الشريعة.

## إعتقالاته
اعتقل ما يزيد عن 14 مرة في سجون الاحتلال الصهيوني منذ عام 1971، أمضى إجمالا حتى عام 2020 في سجون الاحتلال أكثر من 21 عاما، معظمها في الاعتقال الإداري (بدون تهمة).
ومنها بعد مداهمة منزله في بلدة بيتونيا، غرب رام الله، بتاريخ 15 حزيران/ يونيو 2014. وحوّل للاعتقال الإداري اعتقل ضمن الحملة المستمرة للاحتلال على أنصار وقيادات حركة «حماس»، «جزّ الرؤوس»، في الضفة الغربية.
عضو في لجنة القوى الوطنية والإسلامية في محافظة رام الله والبيرة.ثم اعتقل في تاريخ 25/9/2005م، حيث فاز في الانتخابات التشريعية الفلسطينية عام 2006م في مدينة رام الله والبيرة وحصل على أعلي الأصوات وهو رهن الاعتقال.
ثم اعتقل ضمن موجة اعتقالات في يونيو/حزيران 2014 شمِلت نواب المجلس التشريعي عن حركة حماس ومئات من الفلسطينيين، وذلك عقب خطف ثلاثة مستوطنين وقتلهم في الخليل، ثم أفرج عنهيوم الخميس 8/9/1436 هـ - الموافق 25/6/2015 م، وذلك بعد عام من الاعتقال الإداري في سجن عوفر غربي رام الله.
ثم أعيد اعتقاله بشهر تشرين أول/ أكتوبر 2015، واستمر الاعتقال ل نهاية شهر فبراير 2017 ثم جددت سلطات الاحتلال «الإسرائيلي»، الاعتقال الإداري له ثلاثة أشهر، للمرة الرابعة على التوالي.
ثم أعأد الاحتلال اعتقاله بعد خروجه لبضعة أشهر فجر يوم الجمعة 2 أكتوبر/تشرين أول 2020 من منزله في بلدة بيتونيا غرب رام الله بالضفة الغربية.

## إبعاده
أبعد إلى مرج الزهور على الحدود اللبنانية الاسرائيليلة عام 1992م، مع ثلة من قادة حماس، حيث قضى عاماً كاملاً في الإبعاد.

## حياته السياسية
اعتقل الشيخ حسن يوسف عدة مرات من قبل القوات الإسرائيلية. وأصبح في الانتفاضة الثانية وجه مشهور داخل الاعلام لفضح جرائم قوات الاحتلال الإسرائيلي.
أثناء وجوده في السجن في عام 2005، تم ترشيح يوسف لتمثيل حماس خلال الانتخابات. وكان هذا رغما عنه. ولم يكن راغبا في البداية إلا أن قادة حماس اصروا على ذلك. فوافق الشيخ في نهاية المطاف، وتم فوزه وأصبح نائب عن الحركة.

## تبرّأ من ابنه
أعلن بداية عام 2010 البراءة من نجله مصعب المغترب حالياً بالولايات المتحدة:

وقال الشيخ حسن يوسف المعتقل بسجن النقب آنذاك في رسالته: 

### مراقبة ابنه
وكان قد قال قبل شهر من ذلك في بيان أصدره من السجن إن نجله مصعب كان تحت مراقبته الشخصية وكذا حماس بعد تعرضه لابتزاز المخابرات الإسرائيلية (الموساد) عام 1996.

### ابنه لم يعمل مع حماس
و بعد ذلك الابتزاز تم تحذير أبناء الحركة منه، وقال الشيخ حسن إن مصعب لم يكن عضوا فاعلا في الحركة.
وكانت صحيفة هآرتس الإسرائيلية قد زعمت إن مصعب عمل مع الموساد، وهو ما اعتبرته حماس مجرد مكيدة ومحاولة لتشويه صورة الحركة وقيادتها بعد الفضيحة التي مني بها الموساد في قضية اغتيال القيادي بحماس محمود المبحوح في دبي قبل نحو شهر من هذا الأمر.
وذكرت هآرتس أن مصعب عمل لصالح الموساد على مدار عقد كامل وإنه كشف وأحبط -كما زعمت- العديد من العمليات التي خططت حماس لتنفيذها.

### تضامن مع الشيخ حسن
تضامن مع الشيخ حسن يوسف -المعتقـل في السجون الإسرائيلية آنذاك- الكثير من اطياف الشعب الفلسطيني والإسلامي والعديد من الدعاة والقادة بعد تبرؤه من ابنه، وكان منهم الشيخ الداعية حامد العلي إذ اهداه قصيدة من الشعر:

## روابط خارجية
- مونتاج قصير لكلمة للشيخ حسن يوسف  - يا بني اركب معنا على يوتيوب - في في جامعة القدس.